# Minoru Kobayashi
Minoru Kobayashi (Kanagawa, 14 mei 1976) is een voormalig Japans voetballer.

## Carrière
Minoru Kobayashi speelde tussen 1999 en 2002 voor FC Tokyo.

## Statistieken
| Japan   | Japan    | Japan       | League | League | Emperor's Cup | Emperor's Cup | J-League Cup | J-League Cup | Totaal | Totaal |
| Seizoen | Club     | League      | Wed.   | Goals  | Wed.          | Goals         | Wed.         | Goals        | Wed.   | Goals  |
| ------- | -------- | ----------- | ------ | ------ | ------------- | ------------- | ------------ | ------------ | ------ | ------ |
| 1999    | FC Tokyo | J. League 2 | 0      | 0      | 0             | 0             | 0            | 0            | 0      | 0      |
| 2000    | FC Tokyo | J. League 1 | 0      | 0      | 0             | 0             | 0            | 0            | 0      | 0      |
| 2001    | FC Tokyo | J. League 1 | 3      | 0      | 1             | 0             | 0            | 0            | 4      | 0      |
| 2002    | FC Tokyo | J. League 1 | 8      | 0      | 0             | 0             | 1            | 0            | 9      | 0      |
| Totaal  | Totaal   | Totaal      | 11     | 0      | 1             | 0             | 1            | 0            | 13     | 0      |